# إلمر تومسون
إلمر تومسون (بالإنجليزية: Elmer Thompson)‏ هو لاعب كرة قدم أمريكية أمريكي، ولد في 1885، وتوفي في 1 فبراير 1929.